# 台湾公論
『台湾公論』（たいわんこうろん）は、台湾公論社が発行していた総合雑誌。創刊は1936年（昭和11年）1月。元台湾新聞記者の田上忠之によって台北で創刊された。1945年（昭和20年）5月号をもって終刊となった。

## 歴史

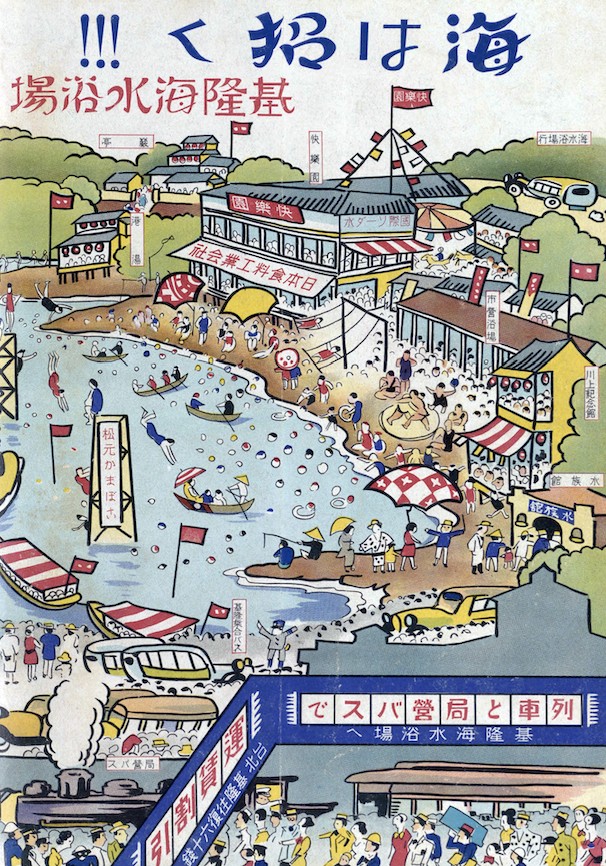
基隆海水浴場の鳥瞰図

1935年（昭和10年）12月に発行許可が下り、1936年（昭和11年）1月1日に創刊された。創刊にあたって、紙面上にて児玉秀雄拓務大臣、平塚廣義台湾総督府総務長官、石垣倉治警務局長、松岡正男時事新報社取締役会長、保田二郎台湾銀行頭取らからの祝辞や祝電が寄せられた。
田上忠之は創刊号にて、『台湾公論』の信条を次のように掲げた。
一、台湾の特殊事情に鑑み弥々益々日本精神の普及徹底を期したいと思ひます。

一、台湾に於ける這般の地方制度改正の根本精神を体得し将来益々在住民の公民教育、自治的訓練の徹底を期したいと思ひます。

一、台湾が帝国南方の生命線たる重要性を認識し文化並に産業経済の進展と国防思想の普及徹底を期したいと思ひます。
第1巻第6号から第4巻第1号まで、裏表紙に色鮮やかな鳥瞰図が印刷された。各地の海水浴場や地方都市、景勝地の様子が描かれている。国立台湾図書館より、24点の鳥瞰図を集めた、『雑誌《台湾公論》鳥瞰図選集』が出版されている。
1939年、それまで田上の個人経営だった台湾公論社は株式会社となった。
1945年（昭和20年）5月、113号で終刊を迎えた。

## 特色
（出典:）
同じ台湾における民間雑誌である『民俗台湾』に対して、『台湾公論』は戦時色を全面に押し出していた。台北帝大教授や軍人、総督府官僚らによる記事や発言も多く掲載され、米英に対する敵対視、南方侵攻の正当性、戦意高揚を目的としたものがほとんどであった。
内地からの寄稿が多く、女流作家や報道班員の寄稿も目立った。主な寄稿者に、中村地平、丹羽文雄、室生犀星、湊邦三、廣津和郎、窪川稲子、真杉静枝、楊雲萍、など。